# Linh Chi
Nguyễn Tài Lương, được biết đến với nghệ danh Linh Chi (sinh năm 1921) là một nghệ sĩ Việt Nam. Ông chuyên về tranh lụa và sử dụng chủ đề về các dân tộc thiểu số của Việt Nam trong nhiều tác phẩm của mình.